# ワラッチャオ!
『ワラッチャオ！』は、NHK BSプレミアムで放送されていた4歳～6歳児向けのお笑いバラエティ番組である。

## 作品内容
2013年3月にパイロット版を2回放送。同年4月よりおしりキッズ内のコーナーの一つとして、主に「テコリンハウス」が放送された。
2013年10月6日よりレギュラー放送を開始した。
2014年3月15日より4回、大人向けの『夜のワラッチャオ！』を放送。未放送だったネタについても放送になった。
2015年4月5日より文字多重放送を開始した。ドックン：黄色、キャサリン：水色、お姉さん：緑、その他の出演者：白で表示される。
2017年3月26日をもって、4年・通算放送回数139回の歴史に幕を下ろした。

## 出演者

### レギュラー
ドックン（声：田野アサミ）
ちょっと乱暴なリスの男の子。一人称は「おれ」。テコリンハウス3号室に暮らしている。
左目には傷がついているが、なぜ出来たかは秘密。胸にはトレードマークの割れたハートマーク、尻尾の下からさらに悪魔の尻尾を生やしている。
毒舌でその上、横暴かつ大雑把な性格。また、逆上すると頭の上から2本の黄色い角を出すことがある。好きな食べ物はどんぐり。
キャサリン（声：山崎バニラ）
謎が多いネコの女の子。一人称は「わたし」。テコリンハウス2号室に暮らしている。
体の右半分がピンク色、左半分が黒色。頭には赤い水玉模様のリボンをつけている。
アイドル的存在で、ちょっぴり怒りっぽいのがたまにキズ。
不思議な道具をたくさん持っており、お気に入りはどんなものともおしゃべりできる「マウステッキ」。このことからモチーフはドラえもん。
メタホン（声：谷山知宏）
おっちょこちょいなスマートフォン。メガネを掛けており、語尾に「〜であります」と軍人口調で喋る。テコリンハウス4号室に暮らしている。
東京都立川市出身。本当は真面目でお人好し。好きな着信音はターザンの声。メタボ予備軍。
ジャグリンゴ（声：なし）
蛇口とリンゴが合体した生き物。テコリンハウス5号室に暮らしている。
働き者だがいつもアルバイトでドジを踏む。好きな飲み物はリンゴジュース。
時々空気を読めず，ジャグリンゴだけノリノリになったときもある。静かなキャラクターなので、「ワラッチャオ！」のキャラクターの中では唯一、言葉をしゃべらないキャラクターである。
オナライダー（山本匠馬）
おなら星からやってきた熱血ヒーロー。一人称は「わたし」。テコリンハウス1号室に暮らしている。肝心なところでオナラをしてしまう。
ヘルメットはアルファベットの「GAS」、胸部は尻の形に、そして腰のベルトのバックルはガスメーターの形になっている。このことからモチーフは仮面ライダー。「ワラッチャオ！」のキャラクターの中では唯一、人間が中に入っているキャラクターになっている。
ハヤブチャオー（声：平井善之（アメリカザリガニ））
電車星の王子。語尾に「〜であ〜る」とつけて喋る。テコリンハウス6号室に暮らしている。
王冠をかぶっている。髭が自慢。3両編成。700系新幹線に似た容姿をしており、偉い人だが口だけが取り柄でその上、前進とバックしかできない。このことからモチーフははやぶさ。声の平井はお笑いコンビ「アメリカザリガニ」として活動しており、相方の柳原哲也は同じくBSプレミアムの「おとうさんといっしょ」の「シュッシュ」役で演じている。
2代目お姉さん（寺崎裕香）
2015年4月5日放送分で初登場。彼女は声優として活躍している。2015年3月に卒業した桑子真帆アナウンサーの後任。衣装は桑子真帆アナウンサーの衣装をアレンジしたもの。
ウイルス君（声：ゴー☆ジャス）
2015年4月5日放送分で初登場。カタカナの「ウ」の形をした、地球から笑いを消し去ろうと企むスベール星人。笑い過ぎると病気になる。
スミスちゃん（声：中村繪里子）
2015年4月5日放送分で初登場。カタカナの「ス」の形をした頭の、ウイルス君と行動を共にする謎の女子。片思いの先輩(ジャグリンゴ)を未だに忘れられない。

### 準レギュラー
ガンコ親父（赤星昇一郎）
「ガンコ親父を笑わせろ！」のコーナーに登場。
テツandトモ
ヒャドイン（ヒャダイン）
売れない音楽プロデューサー。
デビルイヤー（武藤敬司）
「サイレン島」のコーナーに登場。
私立恵比寿中学
寺田真二郎
ルウト
夢眠ねむ（でんぱ組.inc）
デーモン閣下
小林幸子
筍-TAKENOKO-

### これまでに出演した子供たち
佐藤和太
福田美姫
石上ひなの
石井心咲
小川智彩葵
加藤あゆ香
加藤さや香
竹山和香那
松田北斗
渋谷そら
佐野仁香
佐々木ゆら
山口れん
松田北斗
新井琉月
溝口元太
佐藤陽向
喜多海斗

### 過去の出演者
初代お姉さん（桑子真帆）：2013年番組開始～2015年3月
NHK東京アナウンス室（2013年4月～2015年3月はNHK広島放送局、入局～2013年3月（パイロット版放送時）はNHK長野放送局）で勤務しているアナウンサー。チェコ語が少し話せる。2015年3月29日放送分で、「ニュース7」や「ブラタモリ」への出演をきっかけに番組を卒業した（いずれも2016年春で卒業）。

## 番組内容

### スタジオコーナー
ガンコ親父を笑わせろ！
サイレン島
あるある名人会
ファミリー戦士 カードファイト！

### コントコーナー
テコリンハウス
うちゅうつうはんでおかいもの
あくまととりひき

### アニメコーナー
黒魔法少女ワリー
コロッケトーサンがいく
カネコさん
ハルマゲ丼の地球侵略
爆笑お笑いコンビ ツルとカメ
えかきうた
ウイルス君、スミスちゃんが登場した2015年4月から放送開始。
かってなほしうらない
時をかける少女 トキコ
深海魚
貴族小学生 アントワネットちゃん

### その他のコーナー
オナライダーの必殺技っぽく言ってみよう！
まほうのアイテム マウステッキ
ハヤブチャオーの全力下り坂
今スグつかえる！いっぱつギャグ講座
メガネをかけた桑子真帆アナウンサーが出演するコーナー。
がんばれヒャドイン！
売れないプロデューサーという設定のヒャダインが歌手を育成するコーナー。
発見！？幻の新どうぶつ
子供達が謎の生物を探して秘境に入るロケのコーナー。
ジャグリンゴの入れるかな？
ジャグリンゴが己の限界に挑戦するコーナー。
メタホンの吹き替えまショー
メタホンの3分間クッキング
反省会（はんせいかい）
番組の最後にやるコーナー。桑子お姉さんが卒業する2015年3月までほぼ毎回行われていた。寺崎お姉さんに交代した2015年4月以降は行ってない。
おたよりのコーナー
桑子お姉さん出演時は番組の最初にやっていたが、寺崎お姉さんになってからは、番組の最後にやるコーナーになった。

## 音楽
「ヘンテコリン」
作詞：八代丈寛、山本カンスケ/作曲・編曲：前山田健一/振付：EBATO/歌：桑子真帆、ドックン、キャサリン
「カレーにんじゃ」
作詞：秋山具義/作曲・編曲：YO-KING/歌：宮本佳那子
「イミナッシン体操」
作詞：堀江B面/作曲・編曲：松永亜沙梨/歌・出演：ズンマチャンゴ
「恋しなキャット」
作詞：スズキノリコ/作曲・編曲：前山田健一/歌：キャサリン/出演：キャサリンwith猫ひろし&チームネコ
「NO 人気 NO フューチャー」
作詞：八代丈寛/作曲・編曲・ギター演奏：マーティ・フリードマン/歌：西田マーシー昌史
「ニギニギニー」
作詞・作曲・編曲：RED RICE（from湘南乃風）/歌：☆リラム☆
「デンタリズム」
作詞：八代丈寛/作曲・編曲：前山田健一/歌：桑子真帆/出演：キレイに歯をみがき隊（桑子真帆、あべこ、荻島杏奈）
「男と女のウソ笑顔」
作詞：八代丈寛/作曲・編曲：前山田健一/歌：ウイルス君&スミスちゃん
「ゾンビーダンス」
作詞：秦俊子/作曲・編曲：松岡美弥子/歌：小林ゆう
「およげ!たいやきくん2015」
作詞：高田ひろお/作曲・編曲：佐瀬寿一/歌：藤井フミヤ
「おべんとうミラクル」
「シリンボシリンボ」

## 関連商品
DVD
- ワラッチャオ！うたっておどってわらおうぜ！（2015年4月22日発売）

## 特別番組
- 夜のワラッチャオ！（1）

放送：2014年3月15日（土） 23:15～23:30
- 夜のワラッチャオ！（2）

放送：2014年3月22日（土） 23:15～23:30
- 夜のワラッチャオ！（3）

放送：2014年3月29日（土） 23:15～23:30
- 夜のワラッチャオ！（4）

放送：2014年3月31日（月） 2:50～3:05
- ワラッチャオ！がやってきた ハヤブチャオー大変身スペシャル

放送：2015年5月31日（日） 10:30～11:00
- ワラッチャオ！がやってきた!!～in さっぽろ雪まつり～

放送：2016年3月6日（日） 10:30～11:00

## 放送休止
- 2013年12月29日（日）
- 2014年1月2日（木）
- 2014年12月28日（日）
- 2015年1月1日（木）
- 2015年1月4日（日）
- 2015年12月31日（木）
- 2016年1月3日（日）
- 2016年12月29日（木）
- 2017年1月1日（日）

## スタッフ
ワラッチャオ！
キャラクターデザイン - 秋山具義
オープニングCG - 姫田真武
構成 - 八代丈寛、今村クニト、柳しゅうへい、堀江B面、ほし友実、安田美保、スズキノリコ
制作協力 - オフィスクライン
制作 - NHKエンタープライズ
制作・著作 - NHK
黒魔法少女ワリー
声の出演 - 小谷直子、猪爪育人、福島蘭世、大亀あすか
アニメーション演出 - 本塚浩一

## 放送時間の変遷
| 期間      | 期間      | 放送時間（JST）            | 放送時間（JST）                                    |
| 期間      | 期間      | 本放送                     | 再放送                                             |
| --------- | --------- | -------------------------- | -------------------------------------------------- |
| 2013.10.6 | 2015.3.29 | 日曜 17:30 - 18:00（30分） | 木曜 18:00 - 18:30（30分）                         |
| 2015.4.5  | 2017.3.26 | 日曜 10:30 - 11:00（30分） | 木曜 6:00 - 6:30（30分）木曜 18:00 - 18:30（30分） |